# Georges Ohnet
Georges Ohnet, également connu sous le pseudonyme de Georges Hénot, né le 3 avril 1848 à Passy, et mort le 5 mai 1918 en son domicile du 14 avenue Trudaine à Paris 9e, est un journaliste, dramaturge et  écrivain de romans populaires français. 

## Biographie
Petit-fils du docteur Blanche, fils de l'architecte Léon Ohnet, enrichi par les travaux d’Haussmann, et ne voulant pas prendre la suite de son père, a commencé, après ses études au collège Sainte Barbe, puis au lycée Bonaparte, des études de droit. Devenu avocat après son doctorat en droit, il délaisse très vite le barreau. Attiré par le journalisme et la littérature, il n’était pas difficile pour lui, en tant qu’avocat, de rejoindre, peu après la guerre de 1870, la rédaction du Pays, puis du Constitutionnel, où sa polémique alerte et ses chroniques l’ont fait remarquer.
Ohnet est entré en littérature avec des pièces de théâtre : en décembre 1875, Regina Sarpi, drame en cinq actes, écrit en collaboration avec Louis Denayrouze, qui a eu un brillant succès. Deux ans plus tard, il a donné Marthe, comédie en quatre actes, au Gymnase. Il a ensuite publié de nombreux romans d’abord insérés dans le Figaro, l'Illustration, la Revue des Deux Mondes. Il est entre autres l'auteur de la série intitulée Les Batailles de la vie dont les titres les plus connus sont Serge Panine, Le Maître de forges, histoire sentimentale utilisant les codes du mélodrame et du feuilleton dans un contexte bourgeois, La Grande Marnière, La Comtesse Sarah.
Il a connu un très grand succès auprès du public et les tirages de ses romans ont été extrêmement importants. Cela concerne aussi ses drames, certaines de ses œuvres rencontrant un succès populaire rarement étendu à un auteur. Plusieurs de ses romans ont été adaptés au théâtre et, par la suite, au cinéma. Le Maitre des Forges a été joué une année entière au Gymnase (1883), suivi par Serge Panine (1884) ; La Comtesse Sarah (1887). La Grande Marnière a également connu un franc succès qui s’est prolongé (1888) et une adaptation cinématographique par Jean de Marguenat en 1943. Dernier Amour au Gymnase, en 1890 et Colonel Roquebrune à la Porte-Saint-Martin, en 1897.
Il n’a pas trouvé, avec les critiques, la même faveur qu’auprès du public. Apparaissant sur la scène littéraire à une époque où le naturalisme triomphait, il a paru rétablir un moment l’idéalisme à la manière de George Sand. Les critiques l’ont souvent attaqué avec une violence passionnée et une sévérité peu commune. Victor Cherbuliez l’a défendu en écrivant que si on ne peut détecter un flux de pensées philosophiques élevées dans ses écrits, tout du moins les personnages et les sujets dont il traite sont brillamment esquissés et clairement développés, et ils sont en outre d’une moralité et d’une honnêteté parfaites. Son exposé est étonnamment net, le développement de ses intrigues absolument logique, et le monde a salué l’ingéniosité de sa construction dramatique.
Son œuvre montre comment la plus haute forme de romantisme fermentait encore sous le vernis du naturalisme, auquel elle s’est opposée, dans la forme et le choix des thèmes. Il fut l’« historiographe de la bourgeoisie française » du XIXe siècle. Ainsi, son œuvre la plus populaire, le Maître de forges est une histoire sentimentale se déroulant dans un cadre bourgeois, utilisant les recettes du mélodrame et du feuilleton. En 1896, le guide Paris-Parisien le considère comme « le romancier favori de la bourgeoisie ».
Ce succès lui valut d'être nommé chevalier de la Légion d’honneur le 11 juillet 1885 et les insignes lui furent remis le 18 octobre par l’écrivain Camille Doucet, secrétaire perpétuel de l’Académie française.
En 1903, Georges Ohnet a acquis le château du Bois-la-Croix. Un négociant en vins parisien avait entrepris sa construction, mais la mort ne lui permit pas de terminer et sa veuve vendit à l'écrivain qui finit les travaux.
Il a eu deux enfants : Léon Ohnet, mort accidentellement le 2 février 1903 à 24 ans dans la cité balnéaire d’Amélie-les-Bains ; et Claire Ohnet, qui épousa en 1901 Lucien Morane (1871-1930), ingénieur des Arts et Manufactures, gérant de la société Morane jeune & Cie, nommé chevalier de la Légion d’honneur en 1900 pour avoir obtenu un grand prix à l’exposition universelle. Ses frères Léon (1885-1918) et Robert (1886-1968) Morane fondèrent avec Raymond Saulnier (1881-1964) en 1910 la société aéronautique Morane-Saulnier.

## Réception

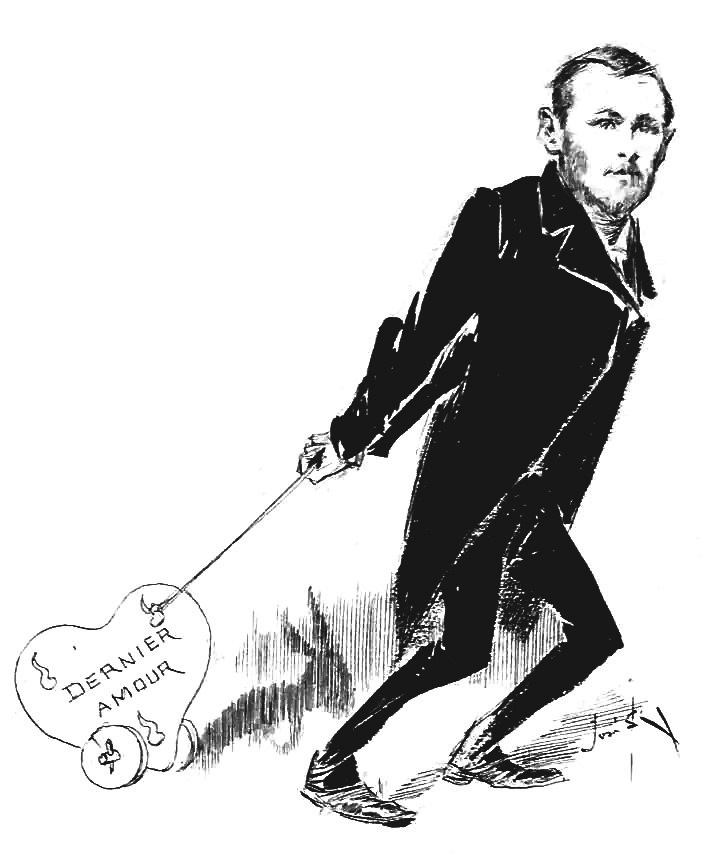
Caricature par José Roy vers 1889.

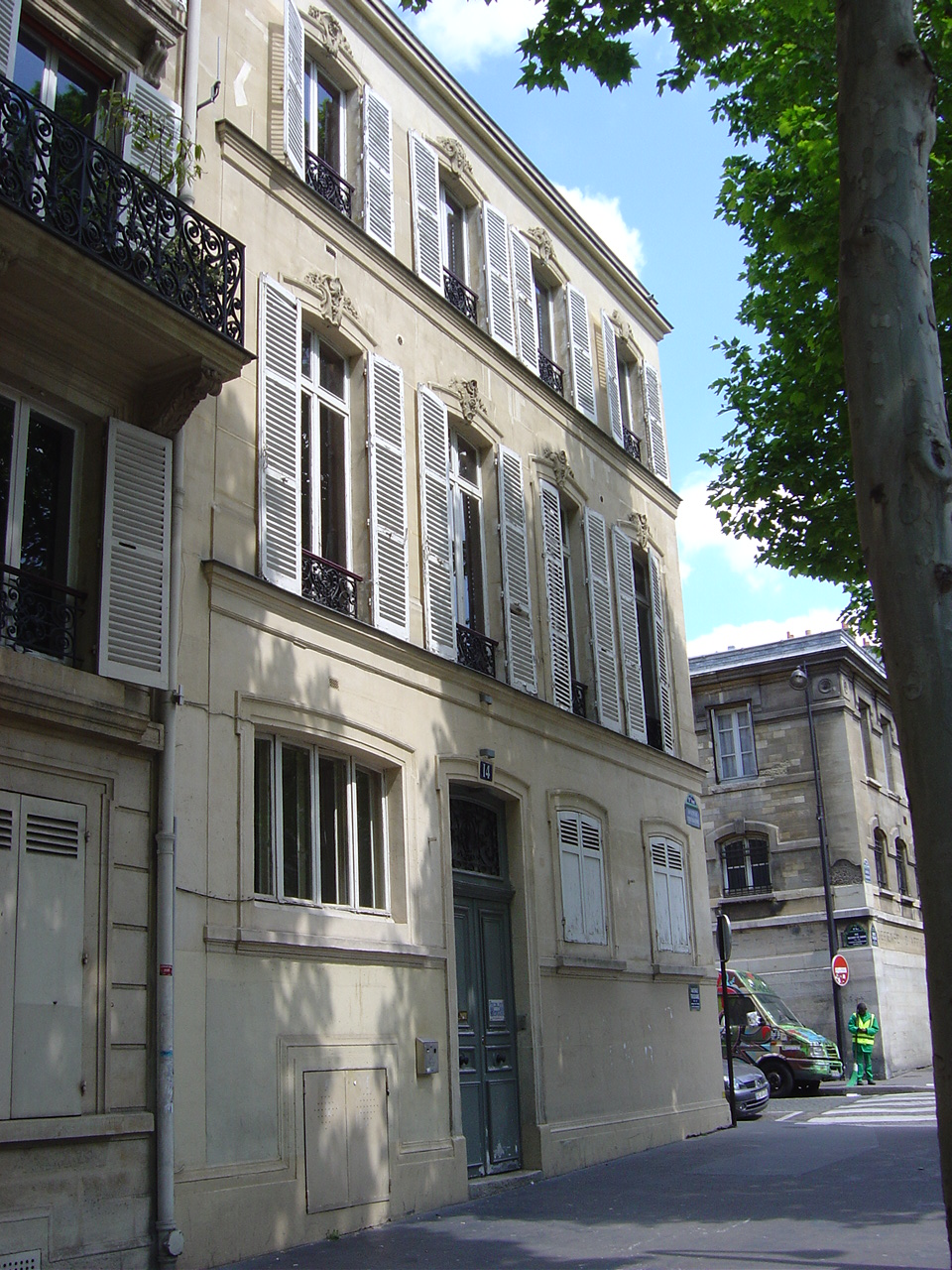
Hôtel Ohnet, 14 avenue Trudaine.

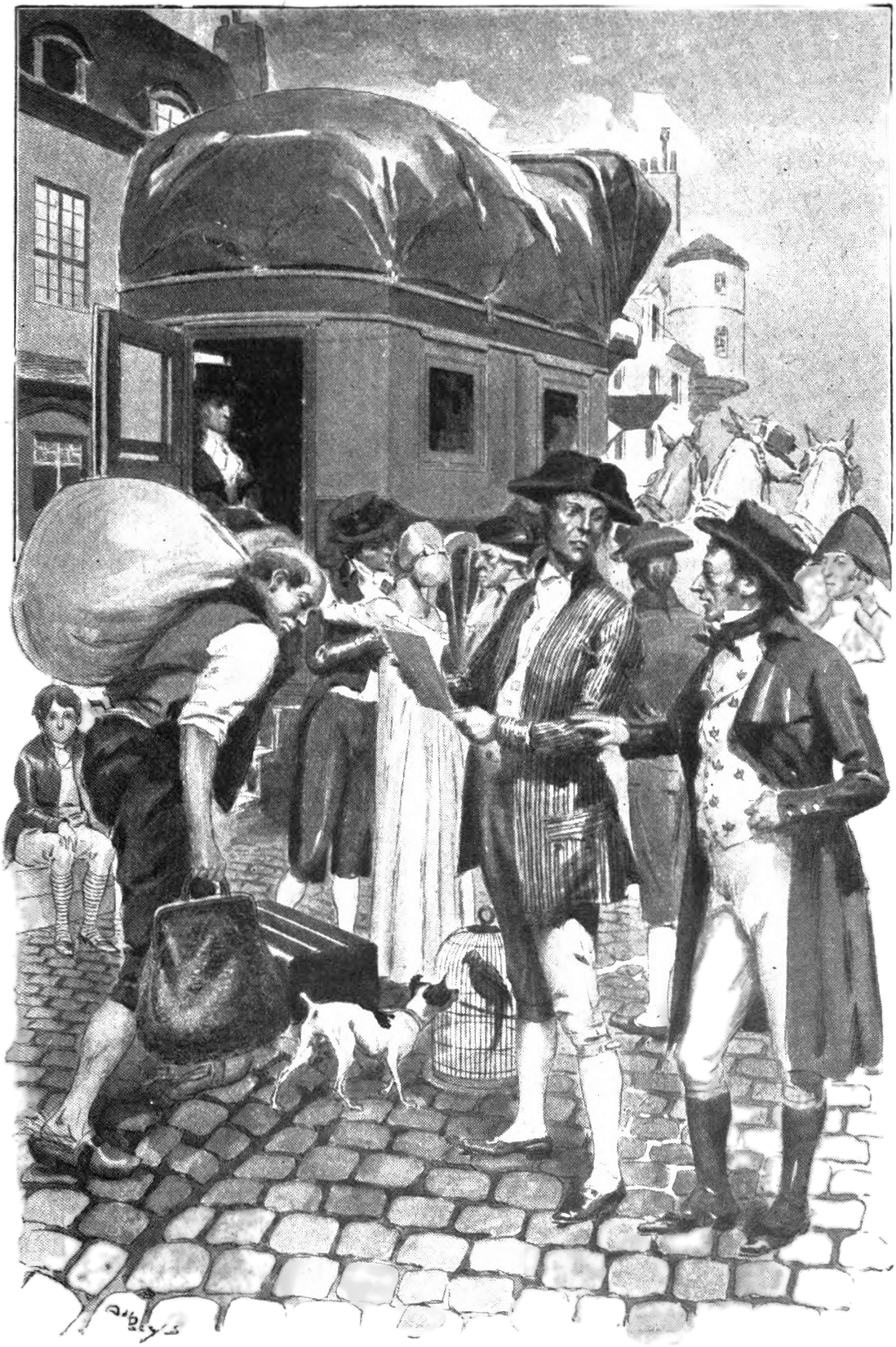
Illustration d’A. de Parys dans Pour tuer Bonaparte.

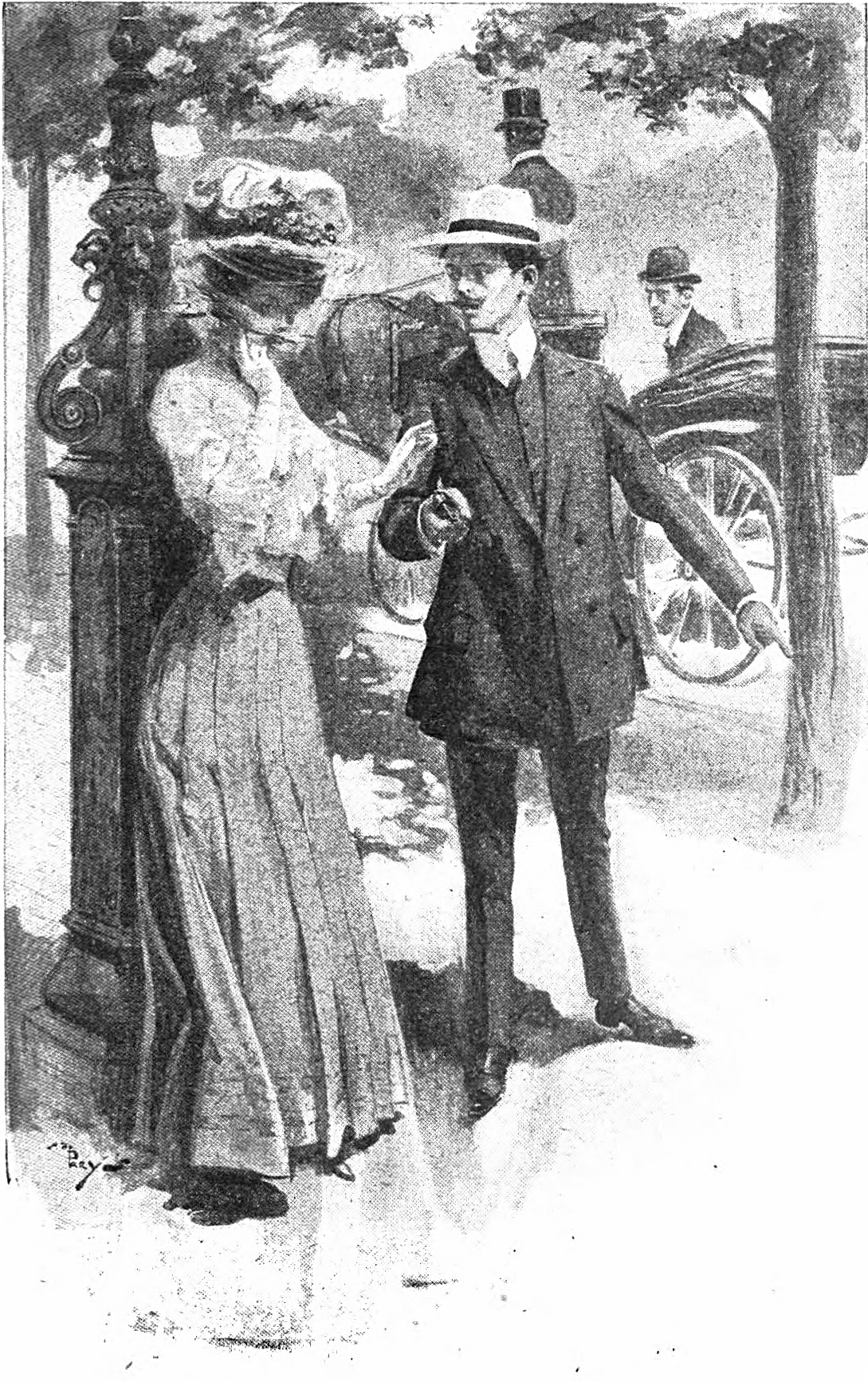
Illustration pour Mariage américain.

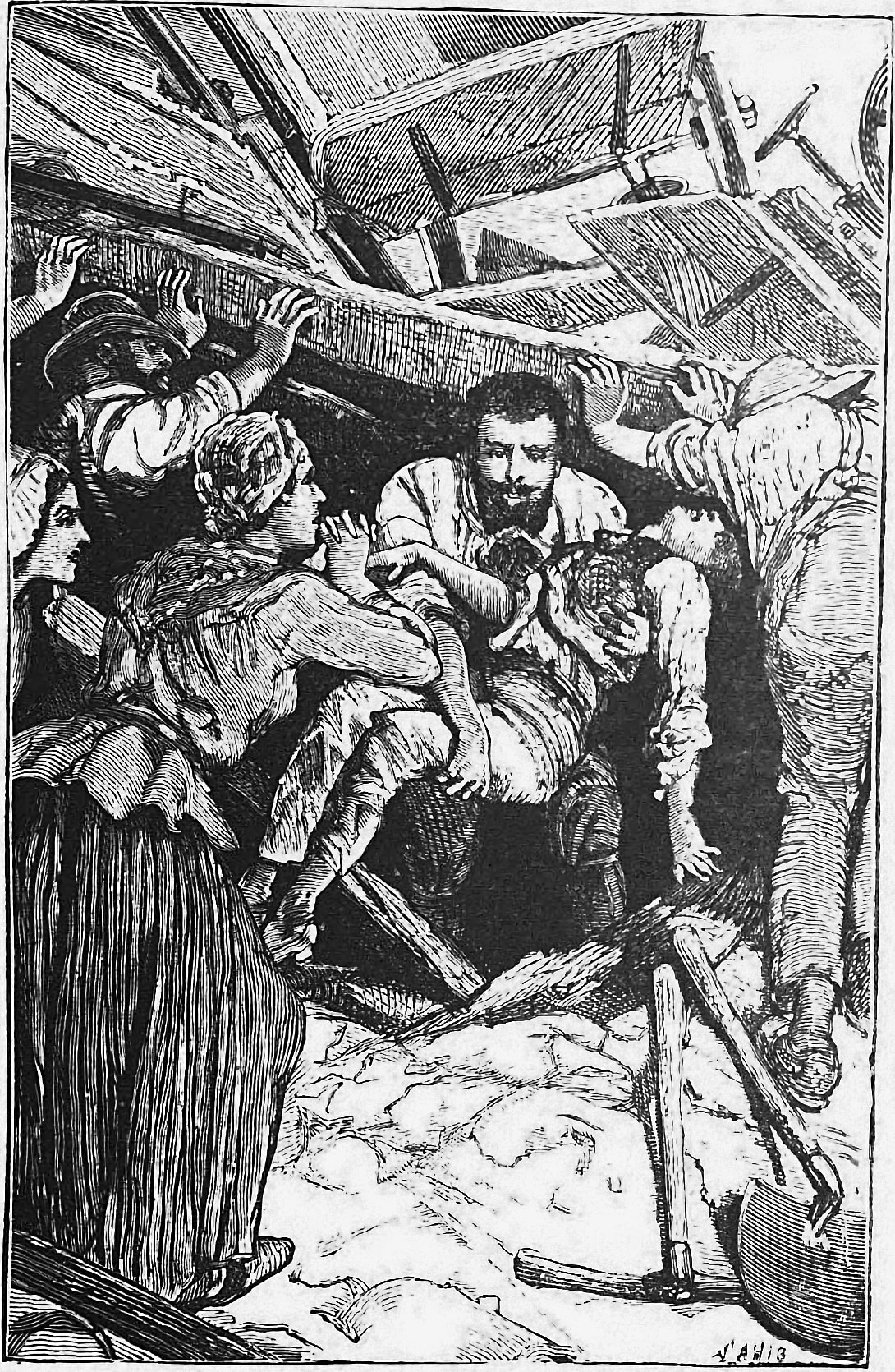
Illustration de Sahib pour Le Maitre de forges.

Ohnet a été l’objet de très vives critiques et de nombreuses jalousies dans le monde littéraire. Seul romancier français dont les livres aient eu un tirage approchant les œuvres de Daudet et de Zola, la popularité de cet écrivain est aussi intéressante que ses histoires, parce qu’elle explique, sans l’excuser, le mépris que les Goncourt avaient pour la faveur du grand public français.  Jules Lemaître s’en est violemment pris à lui dans un article des Contemporains, qui est un modèle du genre, et montre tout ce qu’il y avait, selon lui, de faux et de convenu dans son idéalisme, ainsi que l’extrême médiocrité du style et des moyens de son œuvre : 

« Après cela, que M. Ohnet compose assez bien ses récits, qu'il en dispose habilement les différentes parties et que les principales scènes y soient bien en vue, cela nous devient presque égal. Que ces romans, débarrassés des interminables et plats développements qui les encombrent et transportés à la scène, y fassent meilleure figure ; que la vulgarité en devienne moins choquante; que l'ordre et le mouvement en deviennent plus appréciables, – je n'ai pas à m'en occuper ici : les quelques qualités de ces romans, étant purement scéniques, échappent à la lecture. On y trouve, en revanche, l'élégance des chromolithographies, la noblesse des sujets de pendule, les effets de cuisse des cabotins, l'optimisme des nigauds, le sentimentalisme des romances, la distinction comme la conçoivent les filles de concierge, la haute vie comme la rêve Emma Bovary, le beau style comme le comprend Monsieur Homais. C'est du Feuillet sans grâce ni délicatesse, du Cherbuliez sans esprit ni philosophie, du Theuriet sans poésie ni franchise : de la triple essence de banalité. »

Et à propos des personnages :

« Voici le jeune premier, le roturier génial et héroïque… C'est l'idéal du héros bourgeois, c’est-à-dire l'ancien héros romantique pourvu de diplômes, muni de mathématiques et de chimie…, un paladin ingénieur, un Amadis des ponts et chaussées, l'archange de la démocratie laborieuse ! »

Léon Bloy fera dire au narrateur du Désespéré :

« Et d'abord, le plus glorieux de tous ces élus, le Jupiter tonnant de l'imbécillité française, Georges Ohnet, le squalide bossu millionnaire, dont la prose soumise opère une succion de cent mille écus par an sur l'obscène pulpe du bourgeois contempteur de l’art. »

Quant à Anatole France, il ne se montre pas plus tendre à son endroit, dans le Temps lors de sa critique du roman Volonté :

« Le titre du nouveau roman de monsieur Georges Ohnet contient beaucoup de sens en un seul mot. Ce titre est toute une philosophie. « Volonté », voilà qui parle au cœur et à l’esprit. « Volonté par Georges Ohnet ». Comme on sent l’homme de principe qui n’a jamais douté ! « Volonté par Georges Ohnet, soixante-treizième édition ». Quelle preuve de la puissance de la volonté ! Monsieur Georges Ohnet a voulu avoir soixante-treize éditions et il les a eues. En vérité, plus je relis ce titre, plus j’y trouve d’intérêt. C’est sans contredit la plus belle page qui soit sortie de la plume de monsieur Georges Ohnet. « Volonté par Georges Ohnet, soixante-treizième édition ». Que cela est bien écrit ! J’avoue que le reste du livre m’a paru inférieur. Comme philosophe, Monsieur Georges Ohnet ne me satisfait pas. Sous ce jour, je le trouve faible. Je voudrais n’avoir pas à l’apprécier à un autre point de vue. Mais puisque enfin monsieur Georges Ohnet fait des romans, il est équitable et nécessaire de le traiter en romancier. C’est ce à quoi je vais donc procéder avec tous les ménagements dont je suis capable.
Eh bien, puisqu’il me faut juger monsieur Georges Ohnet comme auteur de romans, je dirai dans la paix de mon âme et dans la sérénité de ma conscience qu’il est, au point de vue de l’art, bien au-dessous du pire. J’ai eu l’honneur d’être présenté l’hiver dernier à monsieur Georges Ohnet, et je me suis convaincu, comme tous ceux qui l’ont approché, que c’est un très galant homme. Il parle d’une manière fort intéressante avec une bonne humeur tout à fait agréable. Il m’a inspiré de la sympathie. Je sais de lui des traits qui l’honorent et je l’estime profondément. Mais je ne connais pas de livres qui me déplaisent plus que les siens. Je ne sais rien au monde de plus désobligeant que ses conceptions, ni de plus disgracieux que son style. Si je m’étais cru, je serais mort sans avoir lu une ligne de monsieur Georges Ohnet. Je me serais épargné cette pénible et dangereuse épreuve. Je mets beaucoup de soin à éviter dans la vie ce qui me semble laid. Je craindrais de devenir très méchant si j’étais forcé de vivre en face de ce qui me choque, me blesse et m’afflige. C’est pourquoi je m’étais résolu à ne pas lire Volonté. Mais le sort en a disposé autrement. J’ai lu Volonté, et j’ai d’abord été très malheureux. Il n’y a pas une page, pas une ligne, pas un mot, pas une syllabe de ce livre qui ne m’ait choqué, offensé, attristé. Je n’avais jamais lu encore un livre aussi mauvais. Cela même me le rendit considérable, et je finis par en concevoir une espèce d’admiration. Monsieur Georges Ohnet est détestable avec égalité et plénitude. Il est harmonieux et donne l’idée d’un genre de perfection. C’est du génie, cela. Tout ce qu’il touche devient aussitôt tristement vulgaire et ridiculement prétentieux. Les miracles de la nature et de l’humanité, la splendeur du ciel et la beauté des femmes, les trésors de l’art et les secrets délicieux des âmes, enfin tout ce qui fait le charme et la sainteté de la vie devient en passant par sa pensée une écœurante banalité. Et il aime vivre ! C’est incompréhensible.
Volonté fera les délices d’un grand nombre de personnes. Je ne leur en ferai pas un reproche. Il faut aussi que les pauvres d’esprit aient leur idéal. N’est-il pas vrai que les figures de cire exposées aux vitrines des coiffeurs inspirent des rêves poétiques aux collégiens. Or les romans de monsieur Georges Ohnet sont exactement dans l’ordre littéraire ce que sont dans l’ordre plastique les têtes de cire des coiffeurs. »

Le succès de Georges Ohnet se reflète dans cette anecdote rapporté dans la Gazette anecdotique, littéraire, artistique et bibliographique :

« Dans un déjeuner littéraire qui vient d'avoir lieu, on a parlé naturellement  du ruban rouge attaché récemment à la boutonnière de l'auteur du Maître de forges, et l'on a fait sur lui, inter  pocula, les vers suivants :

Qui cite
Tacite ?
Au lit, 
Qui lit 
Shakspeare, 
D'œil pire ? 
Qui sait
Musset ? 
Personne; 
Mais on ne
Connaît
Qu'Ohnet.

Nous devons la communication de cette fantaisie à  l'un des convives, Giacomelli, le Raphaël des oiseaux. »

## Œuvres

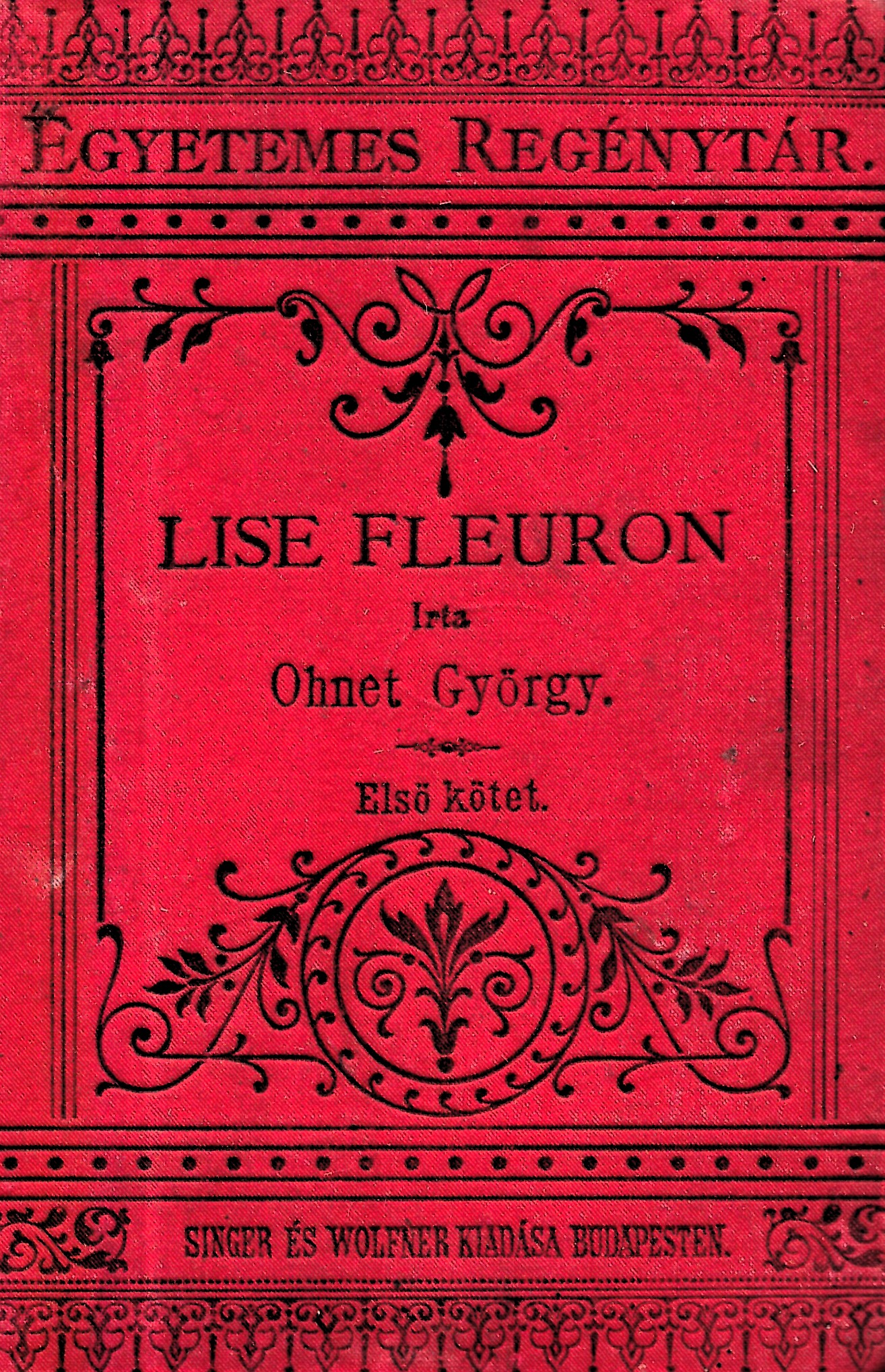
Lise Fleuron (édition hongroise, 1886)

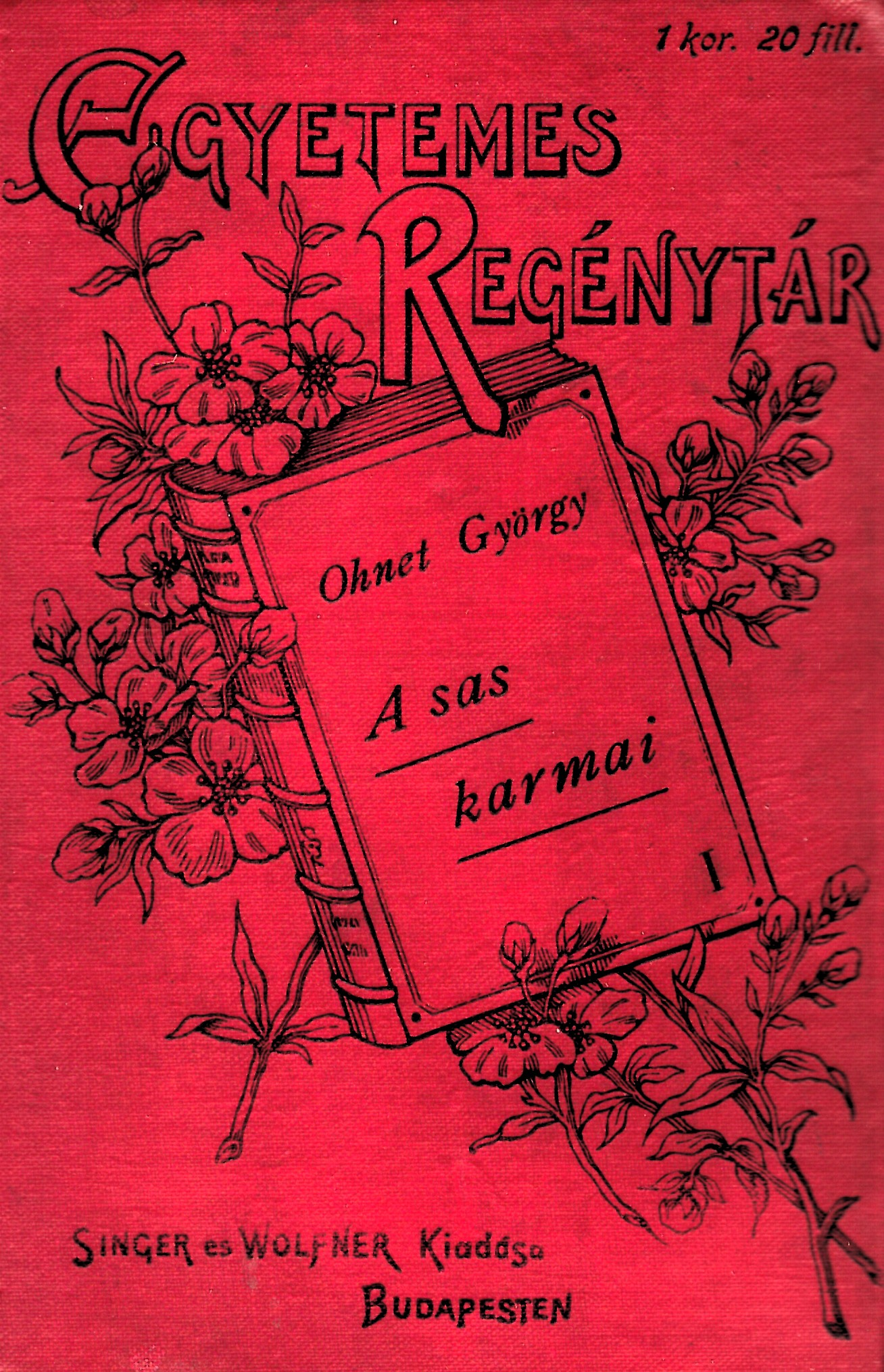
La Serre de l’aigle (édition hongroise, 1913)

### Romans

#### CycleLes Batailles de la Vie
- Serge Panine, Paris, Paul Ollendorff, 1881, prix de Jouy de l’Académie française.
- Le Maître de forges, Paris, Paul Ollendorff, 1882.
- La Comtesse Sarah, Paris, Paul Ollendorff, 1883.
- Lise Fleuron, Paris, Paul Ollendorff, 1884.
- La Grande Marnière, Paris, Paul Ollendorff, 1885.
- Les Dames de Croix-Mort, Paris, Paul Ollendorff, 1886.
- Noir et rose - Le malheur de tante Ursule, Paris, Paul Ollendorff, 1886.
- Volonté, Paris, Paul Ollendorff, 1888.
- Le Docteur Rameau, Paris, Paul Ollendorff, 1889.
- Dernier amour, Paris, Paul Ollendorff, 1889.
- L’Âme de Pierre, Paris, Paul Ollendorff, 1890, édition illustrée par Émile Bayard ; édition non illustrée parue en 1890 chez le même éditeur.
- Dette de haine, Paris, Paul Ollendorff, 1891.
- Nemrod et Cie, Paris, Paul Ollendorff, 1892.
- Le Lendemain des amours, Paris, Paul Ollendorff, 1893.
- Le Droit de l'enfant, Paris, Paul Ollendorff, 1894.
- La Dame en gris, Paris, Paul Ollendorff, 1895, édition illustrée.
- La Fille du député, Paris, Paul Ollendorff, 1895, édition illustrée.
- L'Inutile Richesse, Paris, Paul Ollendorff, 1896.
- Le Curé de Favières, Paris, Paul Ollendorff, 1897.
- Les Vieilles Rancunes, Paris, Paul Ollendorff, 1897 (après une première édition illustrée par Simonaire parue en 1895 chez le même éditeur).
- Roi de Paris, Paris, Paul Ollendorff, 1898.
- Au fond du gouffre, Paris, Paul Ollendorff, 1899.
- Gens de la noce, Paris, Paul Ollendorff, 1900.
- La Ténébreuse, Paris, Paul Ollendorff, 1901.
- Le Brasseur d'affaires, Paris, Paul Ollendorff, 1901.
- Le Crépuscule, Paris, Paul Ollendorff, 1902.
- La Marche à l'amour, Paris, Paul Ollendorff, 1902.
- Le Marchand de poison, Paris, Paul Ollendorff, 1903.
- Le Chemin de la gloire, Paris, Paul Ollendorff, 1904.
- La Conquérante, Paris, Paul Ollendorff, 1905.
- Cœurs en deuil, Paris, Paul Ollendorff, 1907, édition illustrée par Wogel
- La Dixième Muse, Paris, Paul Ollendorff, 1907.
- La Route rouge, Paris, Paul Ollendorff, 1908.
- Un Mariage américain, Paris, Paul Ollendorff, 1908, édition illustrée par Paris
- L'Aventure de Raymond Dhautel, Paris, Paul Ollendorff, 1910.
- Le Revenant, Paris, Paul Ollendorff, 1912.
- Tout se paye, Paris, Paul Ollendorff, 1913.
- L'amour commande, Paris, Paul Ollendorff, 1914.
- L'Etoile, Paris, Paul Ollendorff, 1921.

#### CycleLa légende et l'histoire
- Le Partisan, Paris, Paul Ollendorff, 1910.
- Pour tuer Bonaparte, Paris, Paul Ollendorff, 1911.
- La Serre de l’aigle, Paris, Paul Ollendorff, 1911.

### Théâtre
- Regina Sarpi (avec Louis Denayrouze), drame en cinq actes, Calmann-Lévy éditeur, 1875.
- Marthe, comédie en cinq actes, Calmann-Lévy éditeur, 1877.
- Serge Panine, pièce en cinq actes, Albin Michel éditeur, 1882.
- Le Maître de forges, pièce en quatre actes et cinq actes, Paris, Paul Ollendorff, 1884.
- La Comtesse Sarah, pièce en cinq actes, Paris, Paul Ollendorff, 1887 (jouée à Paris, Gymnase-dramatique, 15 janvier 1887).
- La Grande Marnière, drame en huit tableaux, Paris, Paul Ollendorff, 1888 (jouée à Paris, Porte-Saint-Martin, 3 avril 1888).
- Dernier amour, pièce en quatre actes, Paris, Paul Ollendorff, 1894.
- Le Colonel Roquebrune, drame en cinq actes et six tableaux, Paris, Paul Ollendorff, 1897 (joué au théâtre de la Porte-Saint-Martin le 24 décembre 1896).
- Les Rouges et les Blancs, drame en cinq actes, Paris, Paul Ollendorff, 1901 (joué au théâtre de la Porte-Saint-Martin le 26 janvier 1901)

### Autre oeuvre
- Journal d'un bourgeois de Paris pendant la guerre de 1914, Paris, Société édition littéraire et art, 1914-1917, in-12 (lire en ligne). (paru en fascicules)

## Adaptations cinématographiques
- Mauvais sentier (1916) par Ubaldo Pittei[17].
- Vie pour vie (Jizn za Jizn) (1916) d’après Serge Panine, par Evgueny Bauer.
- Il padrone delle ferriere (1919) d’après Le Maître des forges, par Eugenio Perego.
- L'Âme de Pierre (1929), par Gaston Roudès.
- Serge Panine (1939), par Charles Méré et Paul Schiller.
- La Grande Marnière (1943), par Jean de Marguenat.
- Dernier Amour (1949), par Jean Stelli.